# Rino Abe
Rino Abe (en japonés:阿部 梨乃; 5 de marzo de 1995), es un luchadora japonesa de lucha libre olímpica. Consiguió una medalla de plata en Campeonato Asiático de 2016. Campeona Mundial de Juniores de 2013 y 2015.